# Qousseir
Qousseir (en arabe : القصير ; en anglais : Al-Qusayr) est une ville de l'ouest de la Syrie, faisant partie du Gouvernorat de Homs, située à environ 35 km au sud de Homs, à 540 mètres d'altitude, dans une région montagneuse dominant la frontière avec le Liban, à 15 km au sud-ouest. Sa population, à majorité musulmane, avec une importante minorité chrétienne, était en 2004 de  29 818 habitants d'après le recensement syrien. Depuis l'offensive islamiste de 2012, les chrétiens ont quitté la ville. Qousseir est une capitale de district, et le chef-lieu administratif d'un canton de 60 localités, pour une population totale de 107 470 en 2004.

## Histoire
Qousseir est la ville moderne la plus proche de la ville antique de Qadech (sur le site actuel de Tell Nebi Mend), du nom de la déesse Qadesh, déesse de la beauté, au nord, qui domine la plaine à l'est du fleuve Oronte, sur laquelle les historiens situent la plus grande bataille de chars de l'Antiquité, la Bataille de Qadesh, en mai 1274 av. J.-C. qui a opposé l'armée égyptienne de Ramsès II et celle de l'empire hittite d'Anatolie de Muwatalli II.
Le géographe arabe Yaqout al-Rumi a visité la ville au début du XIIIe siècle, pendant le règne de la dynastie ayyoubide, et a noté que Qousseir possédait un  grand caravansérail et était entouré de jardins.
Pendant la conquête du Levant par la dynastie de Méhémet Ali d'Égypte en 1832, le chef Ibrahim Pacha était stationné à Qousseir. Après le retrait de l'armée, plusieurs familles égyptiennes sont restées dans la ville à cause de son climat et de son agriculture. La région produisait des olives, des pommes, des abricots, du blé, de l'orge et des pommes de terre.

### Guerre civile syrienne
En 2012, la ville est conquise par la Brigade Omar al-Farouq, de l'Armée syrienne libre, repliée de Homs, soutenue par le Fatah al-Islam.
En mai 2013, la ville est assiégée par l'armée arabe syrienne, soutenue par le Hezbollah. Le 5 juin 2013, les médias annoncent la défaite des rebelles et la reprise de la ville par l'armée arabe syrienne et le Hezbollah.